# 鐵馬工業
重慶鐵馬工業集團有限公司，簡稱中國兵器重慶鐵馬工業集團有限公司、中國兵器重慶鐵馬工業集團、中國兵器重慶鐵馬工業、重慶鐵馬工業集團或鐵馬工業，中國兵器工業集團旗下公司，是在1941年由前身豫丰纺织机械厂成立，1949年更名余家背机器厂，1953年更名国营重庆空气压缩机厂，1986年更名国营西南车辆制造厂，2001年改公司制，現時總部位於重慶市。
現時主要業務特种车辆、专用汽车、汽车上装系列以及以离合器、空气悬挂等为重点的汽车零部件制造，兼营房地产开发、监理、商贸等。現時董事長繆文民，總經理王晓鹏。
曾是中國兵器裝備集團旗下公司，但已被1999年成立的，中國兵器工業集團旗下公司取代。

## 外部連結
- 重慶鐵馬工業集團有限公司